# 루돌프 지메크
루돌프 지메크(Rudolf Simek, 1954년 2월 21일 ~ )는 오스트리아의 독일학자, 문헌학자이다.
빈 대학교에서 독일 문학, 철학, 가톨릭 신학을 전공하여 학교 사서이자 강사가 되었다. 에든버러 대학교, 트롬쇠 대학교, 시드니 대학교 등에서 강사를 지냈다. 1995년 본 대학교 게르만학 교수가 되었다. 2013년 10월 8일 제슈프 대학교의 명예학위를 받았다.

## 같이 보기
- 얀 데 브리스
- 조르주 뒤메질